# Burlington, Newfoundland och Labrador
Burlington är en ort i Kanada.   Den ligger i provinsen Newfoundland och Labrador, i den östra delen av landet, 1 500 km öster om huvudstaden Ottawa. Burlington ligger 6 meter över havet och antalet invånare är 349.
Terrängen runt Burlington är platt åt nordost, men åt sydväst är den kuperad. Havet är nära Burlington åt sydost. Trakten runt Burlington är nära nog obefolkad, med mindre än två invånare per kvadratkilometer.. Burlington är det största samhället i trakten. 
I omgivningarna runt Burlington växer i huvudsak blandskog.